# Kostel svatého Michaela archanděla (Katovice)
Kostel svatého Michaela archanděla (polsky: Kościół św. Michała Archanioła) je dřevěný farní kostel ve městě Katovice, části Brynow v parku Kościuszki, Slezské vojvodství a náleží do děkanátu Katovice, arcidiecéze katovická, je farním kostelem farnosti svatého Michaela archanděla v Katovicích.
Dřevěný kostel je v seznamu kulturních památek Polska pod číslem 1179/71 z 9. 3. 1971  a je součástí Stezky dřevěné architektury v Slezském vojvodství.

## Historie
Kostel byl postaven v roce 1510 v obci Syryně v okrese Wodzisław. V roce 1938 byl kostel přenesen do Katovic a postaven na Beatině vršku.

## Architektura
Jednolodní orientovaná dřevěná stavba roubené konstrukce. Loď čtvercovým půdorysem s kruchou je ukončena čtvercovým kněžištěm. Ke kněžišti se přimyká na západní straně čtvercová sakristie. Loď kostela je vyšší než presbyterium. Střecha lodi a kněžiště je sedlová krytá šindelem. Na hřebenu střechy lodi je sanktusník tvořen štíhlou věžičkou. Stěny lodi a kněžiště jsou bedněny deskami. Kolem kostela jsou otevřené soboty.
Dřevěná hranolová věž – zvonice, je sloupové konstrukce, je postavena mimo kostel. Pochází z roku 1679. Věž má stanovou střechu. Stěny věže jsou bedněné, střecha krytá šindelem.

### Interiér
V interiéru se nachází dřevěný ambon z 17. století. Pozdně gotická dřevěná soška Panny Marie s Dítětem z 16. století byla sem v roce 1970 přenesena z Dębieńska (okres Rybnik). Nad hlavním oltářem se nachází kopie francouzského Kříže ze San Damiano. V babinci se nachází kropenka z 15. století a dřevěná okovaná skříň z přelomu 18. a 19. století.

## Okolí
Kostel se zvonicí jsou ohrazeny dřevěným plotem se třemi brankami.
Od roku 2009 na území kostela bylo zřízeno lapidárium. Byly zde umístěny tři náhrobky, hraniční kámen a silniční kámen.

## Galerie

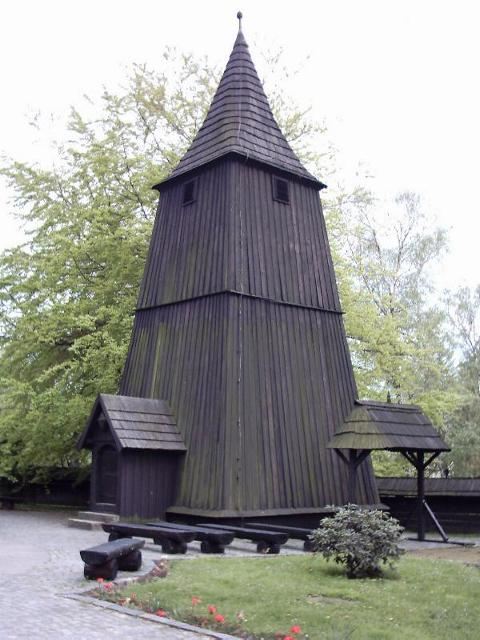
Zvonice z roku 1679
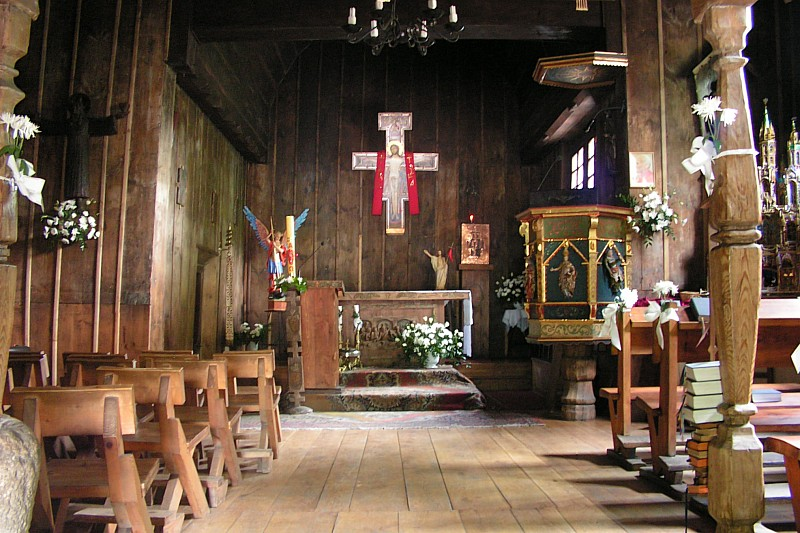
Vnitřek kostela. Hlavní oltář s kopií Kříže ze San Damiano
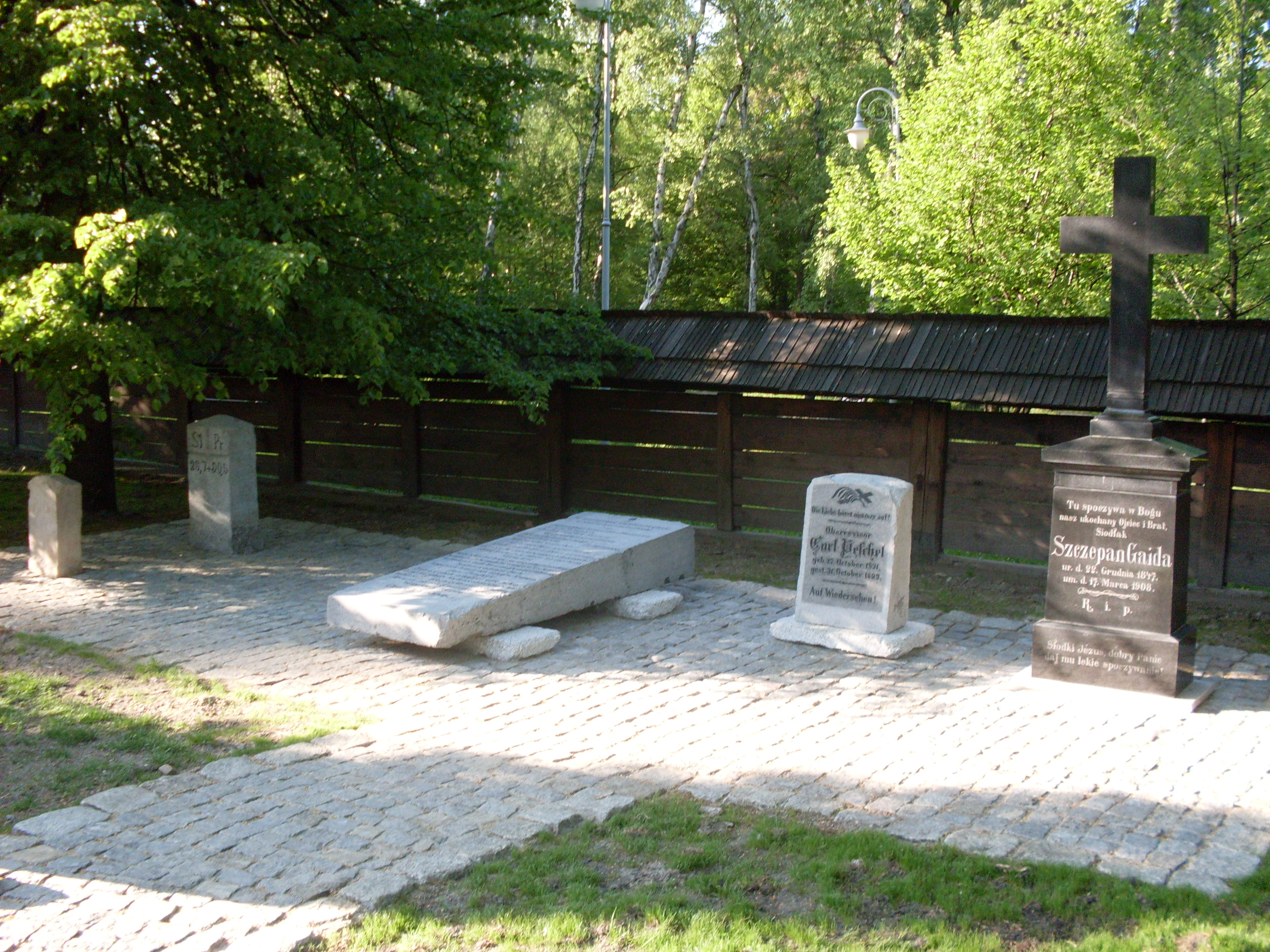
Pohled na lapidárium
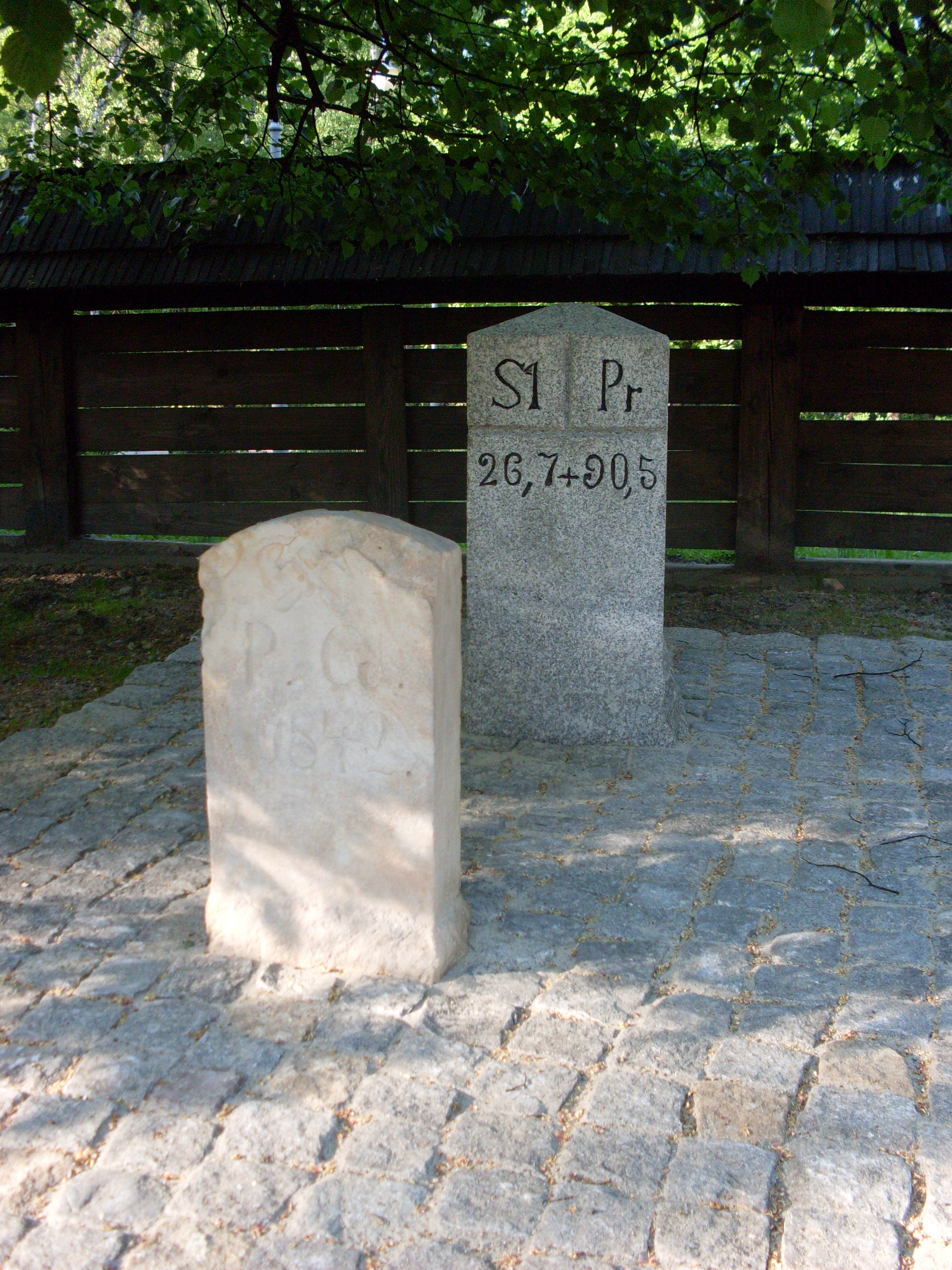
Hraniční a silniční kámen